# Trần Thiện Thanh
Trần Thiện Thanh (12 tháng 6 năm 1942 – 13 tháng 5 năm 2005) là một trong những nhạc sĩ Việt Nam nổi tiếng nhất giai đoạn trước 1975. Một số bút hiệu khác của ông là Anh Chương (tên con trai ông), Trần Thiện Thanh Toàn (em trai ông, đã tử trận), Thanh Trân Trần Thị (tên người con gái thứ nhì). Ông còn là ca sĩ với nghệ danh Nhật Trường và được xem như là một trong bốn giọng nam nổi tiếng nhất của nhạc vàng hay còn gọi là "tứ trụ nhạc vàng".

## Cuộc đời
Trần Thiện Thanh sinh ngày 12 tháng 6 năm 1942 tại Phan Thiết, tỉnh Bình Thuận, có cha là ông Trần Thiện Hải - người gốc Phong Điền, Thừa Thiên Huế, còn mẹ người gốc Bắc Ninh. Thuở nhỏ, ông theo học trường Ngô Đình Khôi (nay là Trường Trung học Phổ thông Chuyên Trần Hưng Đạo, TP. Phan Thiết, tỉnh Bình Thuận).
Ông đến Sài Gòn năm 1958, học xong thì làm giáo viên trung học dạy Pháp văn. Sau đó, ông tốt nghiệp trường Hạ sĩ quan năm 1965, phục vụ Cục Tâm lý chiến thuộc Bộ Tổng tham mưu Quân lực Việt Nam Cộng hòa cho đến cuối tháng 4 năm 1975.
Khi ca hát, ông chọn tên Nhật Trường vì "Hồi nhỏ tôi thích ca hát lắm nhưng bố mẹ tôi không cho. Thế là tôi phải chờ đến ban đêm đợi bố mẹ đi ngủ rồi mới dám hát. Nhiều khi ban ngày thèm hát quá mà phải đợi đến tối, thấy ngày sao dài ghê nên tôi chọn tên Nhật Trường, có nghĩa là ngày dài".
Đầu thập niên 1960, ông lập ban Tứ ca Nhật Trường gồm ông và 3 nữ ca sĩ: Như Thủy (em gái của ông), Vân Quỳnh và Diễm Chi. Khi lên sân khấu để hát nhạc lính, ông thường mặc quân phục giống như Hùng Cường và Chế Linh.

Về sáng tác, hai chủ đề lớn trong sáng tác của Trần Thiện Thanh là tình yêu và tình lính. Ông sáng tác nhiều nhạc về lính, nhưng nhạc lính của ông không có thù hận, gay gắt, kích động hoặc u uất, bi thảm mà thường là trong sáng vui tươi, làm thi vị hóa và lãng mạn hóa đời lính gian khổ.

Đóng chung với Thanh Lan trong phim Trên đỉnh mùa đông.

Ông từng là Trưởng ban văn nghệ của Đài Tiếng nói Quân đội, có riêng hai chương trình Nhạc Mùa Chinh Chiến phát từ 12 giờ 05 phút cho tới 12 giờ 55 phút trưa thứ hai và Tiếng Hát 20 phát vào 18 giờ 15 phút chiều thứ hai trên làn sóng phát thanh của Đài Tiếng nói Quân đội. Sau năm 1968, ông phụ trách thêm chương trình phóng sự chiến trường.
Trong các phim kịch với đề tài người lính, Nhật Trường hay diễn chung với Thanh Lan. Ông từng thực hiện nhạc cảnh về Đại úy Nguyễn Văn Đương mà trong đó, ông đóng vai người lính còn Thanh Lan đóng vai người vợ hậu phương Nguyễn Thị Lệ. Đây là một tiết mục thu hút nhiều khán giả xem TV và loạt nhạc cảnh này đã được chuyển thành phim với tên Trên đỉnh mùa đông chiếu trên Đài Truyền hình Việt Nam.
Nhà văn Nguyễn Đình Toàn từng nói về giọng ca của Nhật Trường. Đó là "Giọng ca ngọt ngào, trau chuốt, và vừa đủ lãng mạn để hát những tình khúc của ông, những tình khúc luôn có một vẻ gì đó nửa thật, nửa mộng, dỗ dành, năn nỉ''.
Đầu thập niên 1970, ông còn điều hành trung tâm phát hành nhạc và thu băng mang tên Tiếng Hát Đôi Mươi.
Sau sự kiện 30 tháng 4 năm 1975, ông nằm trong danh sách những nghệ sĩ bị Nhà nước Cộng hòa xã hội chủ nghĩa Việt Nam cấm hoạt động. Tới năm 1984, Trần Thiện Thanh được phép hoạt động lại nhưng ông từ chối làm việc cho chế độ mới.
Vào năm 1993, Trần Thiện Thanh được nữ ký giả Nam Trân bảo lãnh rời Việt Nam sang Hoa Kỳ theo diện "kết hôn". Tuy nhiên sau đó, mâu thuẫn xảy ra giữa hai người nên Trần Thiện Thanh không được hợp thức hóa theo diện di trú, cho đến khi được người con trai trưởng của ông là Anh Chương, qua Mỹ trước đó và đã có quốc tịch Hoa Kỳ, đứng đơn bảo lãnh. Tuy vậy, ông vẫn chưa thể lưu diễn ở bên ngoài nước Mỹ. Phải đợi mãi cho đến ngày 12 tháng 5 năm 2004, tức 6 tháng trước khi phát hiện ra bệnh ung thư phổi và 1 năm trước khi mất, ông mới nhận được "thẻ xanh" để có thể đi trình diễn ngoài nước Mỹ.
Ông cộng tác với các Trung tâm Asia, Trung tâm Làng Văn, Trung tâm Mây, Trung tâm Hoàn Mỹ... và lập hãng đĩa riêng Nhật Trường Productions.
Ngày 27 tháng 2 năm 2000, ông cùng Mỹ Lan và một số thân hữu xuống đường hát rong tại thành phố Westminster, California nhằm mục đích gây quỹ xây dựng tượng đài Chiến sĩ Việt Mỹ. Ông cho biết: "Đây là một hành động tự nguyện, xuất phát từ tấm lòng yêu mến, kính trọng và tưởng niệm người lính Việt Nam Cộng Hòa (VNCH) trong tâm hồn và trái tim tôi. Tôi cảm thấy mình cần làm một điều gì đó để đóng góp cho việc xây dựng tượng đài người lính VNCH đầu tiên trên đất Mỹ nói riêng và Hải ngoại nói chung trong lúc những tượng đài đó ở trong nước sau năm 1975 đã không còn - kể cả một bức từng mang tính chất nghệ thuật là "Tiếc Thương" cũng đã bị hủy diệt dưới bàn tay Cộng Sản". Buổi hát rong đã thu về hơn 15000 USD tiền quyên góp. Ngày nay, tượng đài Chiến sĩ Việt - Mỹ được xem như là một biểu tượng của người Việt Nam lưu vong tại Hoa Kỳ.
Trần Thiện Thanh qua đời vào ngày 13 tháng 5 năm 2005 tại nhà riêng ở Westminster, California, Hoa Kỳ do bệnh ung thư phổi. Ông là người nghiện thuốc lá nặng, thường hút gần 2 bao một ngày, đây được cho là nguyên nhân gây ra cái chết của ông. Tang lễ của ông được tổ chức theo cả hai nghi thức Phật Giáo và Công Giáo mà chính yếu là nghi thức Phật Giáo theo lời yêu cầu của người con trai trưởng là Anh Chương. Thi thể ông được hoả táng và đưa về Việt Nam thờ tự tại chùa Phước Huệ, thành phố Bảo Lộc, tỉnh Lâm Đồng.
Năm 2006, Trung tâm Asia thực hiện chương trình Asia 50: Anh Không Chết Đâu Anh và Asia 61: Bà Mẹ Trị Thiên vào năm 2009 để vinh danh ông.

## Đời sống cá nhân
Trần Thiện Thanh kết hôn tại Phan Thiết với người vợ đầu tiên Trần Thị Liên khi ông chưa đầy 20 tuổi, rồi hai người cùng vào Sài Gòn sau đó. Hai người có với nhau 4 người con - 2 trai, 2 gái là Anh Chương, Thanh Trân, Thanh Trúc và Anh Châu. Tuy nhiên, hai người đã chia tay nhau một thời gian trước khi xảy ra sự kiện 30 tháng 4 năm 1975.
Trong thời gian ở lại Việt Nam sau năm 1975, Nhật Trường đi trình diễn chui ở các tỉnh miền Tây và sống chung với Kim Dung - người trước đó cũng là một ca sĩ trong Biệt Đoàn Văn Nghệ Trung Ương. Trần Thiện Thanh kết hôn lần hai và có với Kim Dung một con trai tên Anh Chính, nhưng sau hạnh phúc lại đổ vỡ, Kim Dung hiện cũng đã có gia đình khác ở Việt Nam. Sau đổ vỡ với Kim Dung, ông sống chung với Mỹ Lan ở miền Nam California.
Trần Thiện Thanh chung sống với nữ ca sĩ Mỹ Lan nhưng không có hôn thú. Hai người trước khi ra hải ngoại cũng đã biết nhau qua những lần cùng đi diễn ở các tỉnh ở miền Tây. Thời đó, Mỹ Lan còn là một vũ công thường theo các đoàn hát đi lưu diễn đó đây trong những năm 1976-1977. Tuy nhiên giữa hai người chẳng hề có một ấn tượng nào về mặt tình cảm. Sau mười mấy năm không hề liên lạc, lần đầu tiên Nhật Trường và Mỹ Lan gặp lại nhau trên đất Mỹ vào ngày 29 tháng 5 năm 1993 trong một chương trình đại nhạc hội do cố ca nhạc sĩ Duy Khánh tổ chức tại Seattle, tiểu bang Washington. Trước đó, mỗi người đều có một đời sống gia đình riêng. Mỹ Lan cho biết, Trần Thiện Thanh tuy là một người có lòng tự tôn cao nhưng ông là một người chồng tốt, rất thương yêu vợ con và thuần túy là một người biết lo cho gia đình, từ trong ra đến ngoài. Trong vai trò một người cột trụ trong gia đình, Trần Thiện Thanh là một người khéo léo và tỉ mỉ, cáng đáng gần như mọi việc trong nhà - đặc biệt ông còn có tài nấu ăn rất ngon.
Trần Thiện Thanh sinh trưởng trong một gia đình theo Phật Giáo nên ai cũng ngạc nhiên khi ông quyết định xin được chịu phép bí tích Rửa Tội của đạo Công Giáo khoảng một tháng trước khi vĩnh viễn ra đi. Ngay đối với chính Mỹ Lan, một người theo Công Giáo, cũng đã rất sửng sốt vì trước đó chị chưa từng khuyên nhủ ông theo đạo như mình. Vào dịp linh mục Phan Phát Huờn thuộc Dòng Chúa Cứu thế tới thăm Trần Thiện Thanh trên giường bệnh vào đúng ngày 18 tháng 4 là ngày phong chức Đức Giáo Hoàng Benedict XVI, ông đã đồng ý để được nhận bí tích rửa tội với tên thánh là Phêrô, cùng một lúc được cùng Mỹ Lan lãnh bí tích hôn phối theo nghi thức Công giáo.

## Tranh chấp tác quyền
Trần Thiện Thanh có 6 người con: Anh Chương (tức ca sĩ, ký giả Thanh Toàn - đã qua đời năm 2014), Thanh Trúc, Thanh Trân, Anh Châu (với bà Trần Thị Liên), Anh Chính (với ca sĩ Kim Dung), Anh Chí (với ca sĩ Mỹ Lan). Sau khi Trần Thiện Thanh qua đời năm 2005, quyền thừa kế tác phẩm âm nhạc thuộc về 6 người con.
Thời điểm Anh Chương còn sống, anh đại diện luôn cho phần tác quyền của 4 người em lớn, còn Mỹ Lan đại diện cho phần tác quyền của Anh Chí cho đến khi đủ 18 tuổi (cô không được quyền thừa kế vì không đăng ký kết hôn với Trần Thiện Thanh). Tới khi Anh Chương qua đời năm 2014, bốn người Thanh Trúc, Thanh Trân, Anh Châu, Anh Chính đã tự ý ủy thác cho Trung tâm Làng Văn làm đại diện tác quyền những sáng tác của Trần Thiện Thanh trong thời hạn 10 năm. Tới năm 2018, Làng Văn lại ký kết với Trung tâm Bảo vệ quyền tác giả âm nhạc Việt Nam để khai thác những nhạc phẩm Trần Thiện Thanh trong nước. Việc này khiến các trung tâm ca nhạc hải ngoại khó khăn khi sử dụng nhạc Trần Thiện Thanh.
Vụ tranh chấp sau cùng đã đi đến hướng giải quyết, đó là chỉ cần liên hệ với 1 trong số 5 người giữ tác quyền là có thể được hát nhạc của Trần Thiện Thanh.

## Danh sách băng đĩa nhạc

### Tiếng Hát Đôi Mươi
- Băng Nhạc Nhật Trường 1 - Băng Nhạc Nhạc Hay Của Bạn (1968)
- Băng Nhạc Nhật Trường 2 - Băng Nhạc Nhạc Hay Của Bạn 2 (1969)
- Băng Nhạc Nhật Trường 3 - Tình Yêu Và Ngăn Cách (1970)
- Băng Nhạc Nhật Trường 4 - Tình Phụ, Phụ Tình (1970)
- Băng Nhạc Nhật Trường 5 - Những Chuyện Tình Xưa Và Nay (1970)
- Băng Nhạc Nhật Trường 6 - Tình Yêu Và Mùa Đông (1970)
- Băng Nhạc Nhật Trường 7 - Xuân Và Tất Cả (1971)
- Băng Nhạc Nhật Trường 8 - Hát Cho Lính Và Những Người Yêu Lính (1971)
- Băng Nhạc Nhật Trường 9 - Yêu Ghen Mơ (1971)
- Băng Nhạc Nhật Trường 10 - Gửi Gió Cho Mây Ngàn Bay (1972)
- Băng Nhạc Nhật Trường 11 - Chiến Tranh Và Hòa Bình (1972)
- Băng Nhạc Nhật Trường 12 - Tình Yêu Và Nước Mắt (1974)

### Nhật Trường Productions
- Nhật Trường CD001 - V.A - Nhật Trường Tái Ngộ (1993)
- Nhật Trường CD002 - Nhật Trường - Con Đường Buồn Chung Thân (1994)
- Nhật Trường CD003 - Nhật Trường, Thanh Lan, Nhật Chương, Mỹ Lan - Tình Yêu Nụ Cười Nước Mắt (1995)
- Nhật Trường CD004 - Nhật Trường, Mỹ Lan, Nhật Chương - Mưa Cali, Mưa Sài Gòn (1996)
- Nhật Trường CD005 - Mỹ Lan, Nhật Trường - Mỹ Lan, Wò Ái Nì (1996)
- Nhật Trường CD006 - Nhật Trường, Mỹ Lan, Nhật Chương, Quốc Anh - 7 Thế Kỷ Tình Yêu (1996)
- Nhật Trường CD007 - V.A - Hát Cho Lính Và Những Người Yêu Lính (1997)
- Nhật Trường CD008 - Mỹ Lan, Nhật Trường - Khi Tình Yêu Nhảy Múa (1997)
- Nhật Trường CD009 - Nhật Trường, Mỹ Lan, Như Mai, Khánh Phương - Còn Chút Gì Để Nhớ (1998)
- Nhật Trường CD010 - Nhật Trường - Lời Tình Trong Khói Súng (1998)
- Nhật Trường CD011 - Nhật Trường - Giọt Cà Phê Đầu Năm (1999)
- Nhật Trường CD012 - Nhật Trường - 10 Khúc Tình Ly Bất Hủ (1999)
- Nhật Trường CD013 - Nhật Trường, Mỹ Lan - Thương Ca Quê Mẹ (1999)
- Nhật Trường CD014 - Nhật Trường và Bạn Hữu: Đôi Tiếng Tự Do (1999)
- Nhật Trường CD015 - The Best Of Nhật Trường (15 Tình Khúc Trần Thiện Thanh) (1999)
- Nhật Trường CD016 - Nhật Trường - Gọi Tên Anh Là Lính (2000)
- Nhật Trường CD017 - Chương Trình Đặc Biệt Ó Đen Lý Tống (2000)
- Nhật Trường CD018 - V.A - Vũ Hối Và Thơ Nhạc Trong Tranh (2001)

### Các trung tâm khác
- Asia 91 / CD 59: Mạnh Đình 1 - Chuyện Giàn Thiên Lý - Mạnh Đình, Nhật Trường, Chế Linh, Sơn Tuyền (1994)
- Fame 3: Tình Muộn Tình Buồn - Nhật Trường, Ngọc Huệ
- Hoàn Mỹ 1: Cạn Lời Yêu Dấu - Nhật Trường, Hương Lan (1994)
- Hoàn Mỹ 4: Lời Tạ Từ - Nhật Trường, Thanh Tuyền (1994)
- Hoàn Mỹ 5: Ngợi Ca Quê Hương - Nhật Trường, Mỹ Lan (1995)
- Giàng Ngọc 200: Tiếng Hát Nửa Vời - Nhật Trường, Phương Hồng Quế (1994)
- Giáng Ngọc 203: Mưa Chiều Kỷ Niệm - Nhật Trường, Thanh Tuyền (1994)
- Giáng Ngọc 209: Tà Áo Tím - Nhật Trường, Phương Hồng Quế, Anh Khoa (1995)
- Giáng Ngọc 216: Sài Gòn Thứ 7 - Nhật Trường, Phương Hồng Quế 2 (1995)
- Làng Văn 115 / CD 75: Chiều Tây Ðô - Duy Khánh, Nhật Trường (1990)
- Làng Văn 170 / CD 153: Đàn Bà Đàn Ông - Nhật Trường, Hương Lan (1994)
- Làng Văn 180: Tôi Và Dĩ Vãng - Nhật Trường (1994)
- Làng Văn 262: Giọt Buồn Trăm Năm - Nhật Trừong, Mạnh Đình, Yến Khoa (1999)
- Mây: Chân Trời Tím - Nhật Trường, Ngọc Lan (1993)
- Mây: Chiều Trên Phá Tam Giang - Nhật Trường, Thanh Lan (1995)
- Mimosa CD 35: Một Ngày Gần Đây/ Hai Sắc Hoa Tigon (1991)
- Mimosa CD 43 - Tưởng Chừng Trong Mơ - Nhật Trường, Thanh Lan (1994)
- Mơ 1: Tình Yêu Rừng Già Và Chúng Ta - Nhật Trường, Hạ Lan (1996)
- Mưa Hồng 7 / CD 52: Người Xa Người - Nhật Trường (1990)
- Phượng Hoàng 63: Mưa Buồn Tỉnh Lẻ - Nhật Trường, Sơn Tuyền (1995)
- Thanh Hằng 6: Dòng Sông Hò Hẹn - Nhật Trường, Duy Khành, Giao Linh, Hương Lan (1994)
- Thanh Hằng 15: Đường Xưa Lối Cũ  - Nhật Trường, Phượng Mai, Tuấn Vũ (1994)
- Tình Hồng:  Nhật Trường, Thanh Lan và Bạn Hữu (1990)
- Thu Phạm: Thương Tình Nhân - Nhật Trường, Thái Châu, Thanh Tuyền (1995)
- Thúy Nga 26 / CD 11: Vĩnh Biệt Em - Nhật Trường, Thanh Lan (1989)
- Tú Quỳnh 37 / CD 28: Rừng Lá Thấp - Nhật Trường (1989)
- Vafaco: Mùa Xuân Tình Yêu - Nhật Trường, Thanh Lan, Kim Dung (1991)

## Các tiết mục trình diễn trên sân khấu

### Trung tâm ASIA
| STT | Tiết mục                         | Thể hiện với                                                 | Chương trình | Năm  |
| --- | -------------------------------- | ------------------------------------------------------------ | ------------ | ---- |
| 1   | Biển mặn (Trần Thiện Thanh)      | Solo                                                         | ASIA 2       | 1993 |
| 2   | Chuyện hẹn hò (Trần Thiện Thanh) | Solo                                                         | ASIA 3       | 1993 |
| 3   | LK Anh Hùng Tử Khí Hùng Bất Tử   | Mỹ Lan, Hạ Lan, Như Mai                                      | ASIA 41      | 2003 |
| 4   | Biển mặn (Trần Thiện Thanh)      | Đặng Thế Luân (dùng lại hình ảnh và giọng hát Nhật Trường)   | ASIA 50      | 2006 |
| 5   | Chuyện hẹn hò (Trần Thiện Thanh) | Phương Hồng Quế (dùng lại hình ảnh và giọng hát Nhật Trường) | ASIA 61      | 2009 |

### Trung tâm Mây
| STT | Tiết mục                                                     | Thể hiện với | Chương trình       | Năm  |
| --- | ------------------------------------------------------------ | ------------ | ------------------ | ---- |
| 1   | Mùa đông của anh (Trần Thiện Thanh)                          | Solo         | Hollywood Night 5  | 1993 |
| 2   | Hoa biển (Anh Thy)                                           | Solo         | Hollywood Night 6  | 1993 |
| 3   | Tuyết trắng (Anh Chương)                                     | Solo         | Hollywood Night 7  | 1993 |
| 4   | Một đời yêu em (Trần Thiện Thanh)                            | Solo         | Hollywood Night 8  | 1993 |
| 5   | Từ dạo xa em (Trần Thiện Thanh)                              | Solo         | Hollywood Night 9  | 1994 |
| 6   | Chiều trên phá Tam Giang (Trần Thiện Thanh, thơ Tô Thùy Yên) | Thanh Lan    | Hollywood Night 9  | 1994 |
| 7   | Hoa học trò (Anh Bằng, thơ Nhất Tuấn)                        | Solo         | Hollywood Night 10 | 1994 |
| 8   | Trên đỉnh mùa đông (Trần Thiện Thanh)                        | Thanh Lan    | Hollywood Night 10 | 1994 |
| 9   | Hai vì sao lạc (Anh Việt Thu)                                | Solo         | Hollywood Night 11 | 1994 |
| 10  | Goá phụ ngây thơ (Trần Thiện Thanh, thơ Hà Huyền Chi)        | Thanh Lan    | Hollywood Night 11 | 1994 |
| 11  | Đám cưới đầu xuân (Trần Thiện Thanh)                         | Solo         | Hollywood Night 12 | 1995 |

### Trung tâm Maxim
| STT | Tiết mục                                 | Thể hiện với | Chương trình | Năm  |
| --- | ---------------------------------------- | ------------ | ------------ | ---- |
| 1   | Hình bóng quê nhà (Thanh Sơn)            | Solo         | Maxim 1      | 1996 |
| 2   | Nhà anh nhà em (Anh Sơn, thơ Hà Liên Tử) | Solo         | Maxim 1      | 1996 |
| 3   | Yêu (Trần Thiện Thanh)                   | Solo         | Maxim 2      | 1996 |
| 4   | Chiéc áo bà ba (Trần Thiện Thanh)        | Mỹ Lan       | Maxim 2      | 1996 |